# إيثان سوبلي
إيثان سوبلى (بالإنجليزية: Ethan Suplee) مواليد 25 مايو 1976 في نيويورك، نيويورك، هو ممثل أمريكي.

## الأعمال

### أفلام
- بوي ميتس ورلد
- التاريخ الأمريكي إكس
- صحراء زرقاء
- دوغما
- رحلة الطريق
- تذكر الجبابرة
- التطور
- جبل الثلج
- تأثير الفراشة
- اسمي إيرل

## وصلات خارجية
- إيثان سوبلي على موقع IMDb (الإنجليزية)
- إيثان سوبلي على موقع روتن توميتوز (الإنجليزية)
- إيثان سوبلي على موقع ألو سيني (الفرنسية)
- إيثان سوبلي على موقع تيرنر كلاسيك موفيز (الإنجليزية)
- إيثان سوبلي على موقع أول موفي (الإنجليزية)
- إيثان سوبلي على موقع قاعدة بيانات الأفلام السويدية (السويدية)
- إيثان سوبلي على موقع إن إن دي بي (الإنجليزية)
- إيثان سوبلي على موقع قاعدة بيانات الفيلم (الإنجليزية)
- إيثان سوبلي على موقع كينوبويسك (الروسية)